# Il mio amico Benito
Il mio amico Benito è un film del 1962 diretto da Giorgio Bianchi.

## Trama
Peppino Di Gennaro è un semplice impiegato che vorrebbe fare carriera ma senza successo. Quando un amico gli regala una foto presa durante la prima guerra mondiale che lo ritrae in guerra con Benito Mussolini, decide di approfittarne per farsi ricevere dal Duce, ma l'OVRA lo blocca ogni volta. Dopo numerosi tentativi riesce ad entrare nel suo ufficio, emozionato si siede alla scrivania di Mussolini e quando si accorge che c'è la sua stessa foto in cornice, se la mette al petto. Proprio in quel momento ascolta il Duce che dal balcone annuncia l'entrata in guerra dell'Italia; deluso e amareggiato, Peppino smonta la foto e macchia il proprio viso con una goccia di inchiostro. Se ne va mesto e ormai emancipato dalla follia collettiva.

## Produzione
Per l'unica volta come coppia qui Franco Franchi e Ciccio Ingrassia, impegnati comunque in un cameo, forse per impegni pregressi vennero doppiati da altri attori.

## Accoglienza

### Critica
(Aggeo Savioli, l'Unità, 4 marzo 1962)